# 杜博韋 (盧布內區)
49°45′5″N 33°7′12″E / 49.75139°N 33.12000°E
杜博韋（烏克蘭語：Дубове），是烏克蘭中部波爾塔瓦州盧布尼區霍羅爾市鎮的村落。分別距離安德里伊夫卡1公里、特雷佳科韋、赫里霍里夫卡和索菲涅1.5公里，海拔高度131米，2001年人口131。